# Förlamning
Förlamning (också paralys), tillstånd då muskel eller muskelgrupp är satt helt ur funktion, varvid delar av eller hela kroppen blir orörlig. Vanligaste orsaken till förlamning är skada i ryggraden. Förlamning är också ett symtom av Miller-Fischer syndrom.
Vid hemiplegi är ena kroppshalvan förlamad, så exempelvis efter stroke. Andra möjliga orsaker till förlamning inkluderar skallskada, ryggmärgsskada och multipel skleros. Ibland kan en förlamning vara resultatet av flera andra sjukdomstillstånd, såsom cerebral pares och Guillain-Barrés syndrom.
Det är svårt att säga exakt hur många svenskar som är drabbade av förlamning. En amerikansk studie visade att 1 av 50 individer var förlamade i någon utsträckning. Denna siffra kan dock skilja sig jämfört med motsvarande siffra här i Sverige, men troligtvis inte särskilt mycket.